# Diócesis de Cabinda
La diócesis de Cabinda (en latín: Dioecesis Cabindana y en portugués: Diocese de Cabinda) es una circunscripción eclesiástica de la Iglesia católica en Angola. Se trata de una diócesis latina, sufragánea de la arquidiócesis de Luanda. Desde el 3 de julio de 2018 su obispo es Belmiro Cuica Chissengueti, de la Congregación del Espíritu Santo.

## Territorio y organización
La diócesis tiene 7283 km² y extiende su jurisdicción sobre los fieles católicos de rito latino residentes en la provincia de Cabinda.
La sede de la diócesis se encuentra en la ciudad de Cabinda, en donde se halla la Catedral de Nuestra Señora Reina del Mundo.
En 2021 en la diócesis existían 21 parroquias.

## Historia
La diócesis fue erigida el 2 de julio de 1984 con la bula Catholicae prosperitas del papa Juan Pablo II, obteniendo el territorio de la arquidiócesis de Luanda.
Cabinda es un enclave angoleño situado a 60 km del resto de Angola, entre la República del Congo y la República Democrática de Congo y que desde hace años es presa de un conflicto sangriento, ignorado por el resto del mundo, entre el ejército angoleño y los guerrilleros que reivindican la separación del enclave de Angola.
El primer obispo fue Paulino Fernández Madeca, de 1984 a 2005, sustituido por Filomeno do Nascimiento Vieira Dias, quien actualmente ocupa la sede. Designado por el papa Juan Pablo II en febrero de 2005, y fue investido en junio de 2006. Su nombramiento se vio ensombrecido por controversias: algunos miembros de la Iglesia expresaron su descontento ante la perspectiva de tener un obispo que no fuera natural de la provincia.
El obispo emitió un comunicado en el que denuncia actos de violencia y vandalismo perpetrados en su diócesis por grupos organizados que no aceptan su autoridad episcopal.

## Estadísticas
Según el Anuario Pontificio 2022 la diócesis tenía a fines de 2021 un total de 565 195 fieles bautizados.
| Año                                                                             | Población            | Población | Población      | Sacerdotes | Sacerdotes    | Sacerdotes    | Bautizados por sacerdote | Diáconos permanentes | Religiosos | Religiosos | Parroquias |
| Año                                                                             | Bautizados católicos | Total     | % de católicos | Total      | Clero secular | Clero regular | Bautizados por sacerdote | Diáconos permanentes | Varones    | Mujeres    | Parroquias |
| ------------------------------------------------------------------------------- | -------------------- | --------- | -------------- | ---------- | ------------- | ------------- | ------------------------ | -------------------- | ---------- | ---------- | ---------- |
| 1990                                                                            | 88 400               | 127 000   | 69.6           | 15         | 8             | 7             | 5893                     |                      | 10         | 25         | 7          |
| 1999                                                                            | 225 000              | 300 417   | 74.9           | 22         | 20            | 2             | 10 227                   |                      | 2          | 32         | 8          |
| 2000                                                                            | 210 315              | 300 450   | 70.0           | 24         | 22            | 2             | 8763                     |                      | 2          | 33         | 8          |
| 2001                                                                            | 225 150              | 300 627   | 74.9           | 26         | 24            | 2             | 8659                     |                      | 2          | 37         | 8          |
| 2002                                                                            | 225 150              | 300 627   | 74.9           | 24         | 22            | 2             | 9381                     |                      | 2          | 37         | 8          |
| 2003                                                                            | 225 150              | 300 627   | 74.9           | 27         | 25            | 2             | 8338                     |                      | 2          | 40         | 9          |
| 2004                                                                            | 225 150              | 300 627   | 74.9           | 23         | 21            | 2             | 9789                     |                      | 2          | 33         | 9          |
| 2006                                                                            | 233 000              | 311 000   | 74.9           | 25         | 22            | 3             | 9320                     |                      | 3          | 33         | 9          |
| 2012                                                                            | 331 000              | 445 000   | 74.4           | 31         | 24            | 7             | 10 677                   |                      | 8          | 56         | 10         |
| 2013                                                                            | 340 000              | 457 000   | 74.4           | 29         | 23            | 6             | 11 724                   |                      | 7          | 57         | 10         |
| 2016                                                                            | 355 000              | 478 000   | 74.3           | 29         | 23            | 6             | 12 241                   |                      | 7          | 57         | 10         |
| 2019                                                                            | 531 720              | 716 076   | 74.3           | 37         | 31            | 6             | 14 370                   |                      | 8          | 64         | 11         |
| 2021                                                                            | 565 195              | 762 000   | 74.2           | 38         | 33            | 5             | 14 873                   |                      | 7          | 56         | 21         |
| Fuente: Catholic-Hierarchy, que a su vez toma los datos del Anuario Pontificio. |                      |           |                |            |               |               |                          |                      |            |            |            |

## Episcopologio
- Paulino Fernandes Madeca † (2 de julio de 1984-11 de febrero de 2005 retirado)
- Filomeno do Nascimento Vieira Dias (11 de febrero de 2005-8 de diciembre de 2014 nombrado arzobispo de Luanda)
  - Sede vacante (2014-2018)[nota 1]
- Belmiro Cuica Chissengueti, C.S.Sp., desde el 3 de julio de 2018